# Эммануиловка (Рязанская область)
Эммануиловка — село в Шацком районе Рязанской области в составе Куплинского сельского поселения.

## Географическое положение
Село Эммануиловка расположено на Окско-Донской равнине в 28 км к востоку от города Шацка. Расстояние от села до районного центра Шацк по автодороге — 34 км.
Село со всех сторон окружено большим лесным массивом, в центре села имеется пруд. К северо-востоку расположено урочище Сумежка (бывший населенный пункт), к югу протекает река Известь, к западу — Выша (правый приток Цны). Ближайшие населённые пункты — посёлок Выша и деревня Важная.

## Население
| 1989 | 2010 | 2012 |
| ---- | ---- | ---- |
| 173  | ↘56  | ↗60  |

## Происхождение названия
По рассказам местных жителей, до сих пор называющих село Мануиловка, буква «э» появилась в его названии в первые годы советской власти. Малограмотный писарь, оформляя какие-то документы, записал село как Эммануиловка, посчитав, что так благозвучнее. Но прибавив всего лишь одну букву он тут же оторвал название от его истории. Потому что Мануиловкой село было названо по имени помещика Мануила.
Вплоть до начала XX в. село Эммануиловка носила также и второе название — Засечинка.

## История
Село Засечинка возникло не позднее XVII в. в районе бывшей Большой засечной черты, от которой и получило свое название. В XIX в., вплоть до отмены крепостного права в 1861 г., село принадлежало дворянскому роду Нарышкиных. Его последним владельцем был тайный советник и обер-камергер Эммануил Дмитриевич Нарышкин (1813+1901 гг.), в честь которого село и получило свое второе название — Эммануиловка.
В 1860 г. по инициативе и на средства тайного советника Э. Д. Нарышкина в селе Эммануиловка была построена новая деревянная теплая церковь во имя преподобного Сергия Радонежского.
К 1911 г., причт Сергиевской церкви села Эммануиловка по штату состоял из священника и псаломщика. За церковью числилось 2 дес. усадебной и 36 дес. пахотной земли, последняя в 1/2 версты от церкви. Земля давала годового дохода по 2 руб. 66 коп. с десятины, братский годовой доход составлял от 320 до 400 руб., причтовый капитал — 1120 руб., церковный капитал — 650 руб. От казны платилось жалованье: священнику — 300 руб. и псаломщику — 100 руб. Дома у причта были собственные.
В состав прихода Сергиевской церкви села Эммануиловка, Засечинка тож, входили близлежащие деревни Важная, Жданная и Марьинка.
К 1911 г., по данным А. Е. Андриевского, в селе Эммануиловка насчитывалось 134 крестьянских двора, в которых проживало 463 души мужского и 549 женского пола. Жители занимались земледелием и выделкой овчин. Душевой надел местных крестьян составлял 3 десятины. Лес вокруг села принадлежал дворянам Нарышкиным. Помимо церкви в селе имелись церковно-приходское попечительство и одноклассная смешанная церковно-приходская школа.
В 1930 г. Сергиевский храм был закрыт, но уже с 1945 г. служения в нём были возобновлены. С 1947 г. здесь находится местночтимая Вышенская Казанская икона Божией Матери, сохраненная священником Василием Яковлевым.
С 1972 г. настоятелем Сергиевского храма села Эммануиловка стал священник Георгий Глазунов, и в 1970—1980-е гг. к нему в Эммануиловку стали приезжать с визитами преподаватели и учащиеся московских духовных школ. Среди них будущие архиепископы: Костромской и Галичский — Алексий (Фролов), Астраханский — Иона (Карпухин), Верейский — Евгений (Решетников), епископ Ставропольский — Феофан (Ашурков), влиятельные духовники — архимандриты Наум (Байбородин), Рафаил (Карелин), Кирилл (Павлов), Авель (Македонов), схиигумен Иероним (Верендякин), и другие известные церковные деятели.

  Часть приезжавших в Эммануиловку в 1970—1980-х гг. священнослужителей приобрели там и в ближайших селах дома в собственность или для близких родственников и продолжали посещать эти места вплоть до 2000-х гг. Постепенно село Эммануиловка превратилось в крупный центр православной жизни в Шацком районе, тесно связанный с «ученым монашеством» Троице-Сергиевой лавры. Протоиерей Георгий Глазунов рассказывал о совместном времяпрепровождении во время этих визитов:
«Они делали слайды о нашей жизни тут, фотографировали, потом у себя уже делали слайды и привозили в зимнее время на рождественские каникулы, здесь показывали. Это было очень интересно, целый кинофильм. Они прислуживали у владыки Питирима (Нечаева). А тогда митрополит Питирим заведовал отделом издательским, и у него была всякая аппаратура, они брали оттуда хорошие фотоаппараты, делали на уровне хорошем. И вот так мы общались: чаи пили, купались, даже в футбол играли иногда. Потом ездили на речку, посещали вот этих Матрону, Анисью, Агафью. Потом посещали блаженную — или как мы ее юродивой звали — Наталью в Новоселках много раз». 
Наиболее заметным плодом деятельности этого православного центра стала подготовка к канонизации епископа Феофана (Говорова) — Затворника Вышенского. Его причисление к лику святых состоялось в 1988 г., а готовилось с 1973 г., по-видимому, под покровительством архимандрита Кирилла (Павлова) и при непосредственном участии отца Георгия Глазунова, а также бывавших в Эммануиловке известных лаврских богословов — архимандритов Георгия (Тертышникова), Елевферия (Диденко) и игумена Марка (Лозинского), разыскавших мощи святителя. Позднее, с 1988 до 2002 г. эти мощи хранились в Сергиевском храме села Эммануиловки, после чего были перенесены в восстанавливаемый Успенский Вышенский монастырь.

## Транспорт
Основные грузо- и пассажироперевозки осуществляются автомобильным транспортом.

## Достопримечательности
- Храм святого преподобного Сергия Радонежского — Сергиевская церковь. Построен в 1860 г. на средства местного помещика Э. Д. Нарышкина.[7]
- Часовня и святой источник в честь святителя Феофана, затворника Вышенского. Оборудованы на берегу пруда вблизи Сергиевского храма.